# Carlos Mata (escultor)
 Carlos Mata (Palma de Mallorca, 18 de octubre de 1949-Barcelona, 22 de julio de 2008) fue un escultor español. Se especializó en la escultura del tipo animalista, dándose a conocer por sus caballos y toros de influencia etrusca realizados en bronce o hierro colado. Además de esculturas, también realizó una  pinturas, collages y juguetes. 
En 2003, fundó la marca propia de joyería que presentada el 4 de septiembre de 2004 junto a su compañera Margarita Yarmats en París en la Feria internacional de joyería y antigüedades BIJOHRCA.

## Biografía y carrera
Carlos se fue el 22 de julio de 2008. Culminando su vida “toreando” a lo grande, con una exposición de 35 Increíbles Caballos de bronce y colección de Joyería que inauguró personalmente en Harás du Pin, la tierra de los percherones, los mismos que tiraban los carros en su querida Palma. Carlos se fue….pero sus Caballos, Toros, Vacas, Meninas, Señoras, Ciudades, Marinas…., bronces, hierros, cristales, maderas, alabastros, óleos, collages, joyas, juguetes, etc., etc…. siguen por todo el mundo representando con orgullo a su Creador…
El escultor Carlos Mata se formó en la Academia de Arte de Barcelona y en la École nationale supérieure des beaux-arts de París.

## Exposiciones
- Haras du Pin, Normandía, Francia (2008)[1]
- TEFAF, Maastricht, NL, (2007)
- Artendens, Campanario de Brujas, (2004)
- New York Art Expo, EE. UU., (2002, 2003, 2004)
- SOFA (Sculpture Objects & Functional Art), Chicago, EE. UU., (2002)
- Art-Sud International Art Fair, Beirut, Líbano, (2002)
- Hong Kong Art Fair, (2002)
- Miami Art Fair, EE. UU., (2000, 2002, 2003)
- Feria de Arte de Viena, Austria, (2001)
- Europ. Art, Ginebra, Suiza, (2000)
- Esculturas y pinturas , Buenos Aires, Argentina, (2000)
- ST'ART, Estrasburgo, Francia, (cada año desde 1999)
- I Salón de arte de Sevilla, España, (1999)
- Feria de Arte Contemporáneo de Valencia, España, (1999)
- Salón de Arte Contemporáneo, Luxemburgo, (1998, 1999)
- Inter Art 98, Valencia, España, (1997)
- Expo Arte Barcelona, España, (cada año desde 1997)
- Museo de Mochental, Alemania, (desde1997)
- Lineart International Art Fair, Reino Unido, (cada año desde 1997)
- Museo Manuel Montero , Mondoñedo, España, (1993)